# بردفوردسویل (کنتاکی)
بردفوردسویل (به انگلیسی: Bradfordsville) شهری در ایالت کنتاکی کشور ایالات متحده آمریکا است که جمعیت آن در سرشماری سال ۲۰۱۰ میلادی، ۲۹۴ نفر بوده‌است.